# Chasmistes muriei
Chasmistes muriei es una especie de peces de la familia Catostomidae en el orden de los Cypriniformes.

## Hábitat
Es un pez de agua dulce y de clima subtropical.

## Distribución geográfica
Se encontraba en Norteamérica: río Snake (Wyoming, Estados Unidos ).